# Trinidad e Tobago ai Giochi della XXVII Olimpiade
Trinidad e Tobago partecipò ai Giochi della XXVII Olimpiade, svoltisi a Sydney, Australia, dal 15 settembre al 1º ottobre 2000, con una delegazione di 19 atleti impegnati in tre discipline.